# Бурбье, Виржиния
Виржиния Бурбье (фр. Virgínia Bourbier; 25 ноября 1804 — 28 мая 1857, Париж) — французская актриса

, более десяти лет выступавшая на театральных подмостках столицы Российской империи города Санкт-Петербурга.

## Биография
Родилась в самом начале XIX века, предположительно 25 ноября 1804 года.
После неудавшегося дебюта на сцене «Комеди Франсез», в 1828 году Бурбье приняла ангажемент на сцену Михайловского театра в Санкт-Петербурге, где миловидность и изящная игра вскоре принесли ей симпатию публики и критиков.
Из многих ролей, игранных ей в российской столице, особенно ей удалась роль Тизбы в «Анджело» Виктора Гюго, исполнением которой Виржиния Бурбье навсегда простилась в 1841 году с петербургской публикой.
Вернувшись в Париж, она получила ангажемент в театре «Одеон». Выступая в «Театр де Франс», актриса также пользовалась успехом («громадным», «блестящим») у театралов, но уже через два года она оставила сцену.
Виржиния Бурбье умерла 28 мая 1857 года в Париже.